# Tōhō (Fukuoka)
Tōhō (jap. 東峰村 Tōhō-mura) – wieś w Japonii, na wyspie Kiusiu, w prefekturze Fukuoka. Według danych na rok 2020 miejscowość zamieszkiwało 1 899 mieszkańców , a gęstość zaludnienia wyniosła 36,5 os./km².